# Bland hjältar och monster på himlavalvet
Bland hjältar och monster på himlavalvet är ett svenskt radioprogram från 1977 som sändes i Sveriges Radio.
Den sändes som sommarlovsföljetong 1980.